# Sandra Gómez (patinadora)
Sandra Gómez es una patinadora nacida en 1981 en Barcelona, España.

## Biografía
Compite en la modalidad de Patinaje de velocidad sobre patines en línea. Su actual equipo es el Alessi Powerslide.
Subcampeona mundial de la copa de maratones 2007.